# Great and Little Wigborough
Great and Little Wigborough – civil parish w Anglii, w Esseksie, w dystrykcie Colchester. W 2011 roku civil parish liczyła 246 mieszkańców. Great and Little Wigborough jest wspomniana w Domesday Book (1086) jako Wi(c)gheberga. W obszar civil parish wchodzą także Great i Little Wigborough.